# صدر دیره بگتی
صدر دیره بگتی (به انگلیسی: Saddar Dera Bugti) یک منطقهٔ مسکونی در پاکستان است که در ناحیه دیره بگتی واقع شده‌است.